# Laia López Manrique
Laia López Manrique (Barcelona, 1982) es una poeta española en lengua castellana.

## Biografía
Laia López Manrique nació en 1982 en Barcelona, en cuya universidad obtuvo las licenciaturas de Filosofía y Literatura Comparada. Actualmente es profesora de educación secundaria y bachillerato en su ciudad natal.
Tras dar a conocer algunos de sus textos en diversas revistas, recitales y antologías, en 2012 publicó su primer libro de poesía, Deriva, editado por Prensas Universitarias de Zaragoza y descrito por Álex Chico como «un ajuste de cuentas en segunda persona, una reflexión sobre la identidad».Ese mismo año comenzó su labor como coeditora de la revista digital Kokoro junto a Lola Nieto y Antonio F. Rodríguez, que se mantuvo en actividad hasta 2022 y constituyó un referente para las poéticas alejadas del mainstream literario español.En ella ha colaborado con textos poéticos, narrativos, ensayísticos y misceláneos, al igual que en otras publicaciones como Shangrila, Thalamus, Détour, Quimera o Revista de Letras.
Su siguiente poemario, con el que obtuvo una mayor atención crítica,fue La mujer cíclica (La Garúa, 2014; reeditado en 2023 en la misma editorial, con la inclusión en el volumen de la plaquette Speculum —originalmente publicada en 2019 por Ejemplar Único—y de un epílogo de Mercedes Roffé),al que siguieron Desbordamientos (Tigres de Papel, 2015), que incorpora la grabación en audio de los poemas en voz de la autora, la compilación Transfusas (Ediciones del Cuatro de Agosto, 2018) y Periférica interior (Stendhal Books, 2021).En esta segunda mitad de la década participó junto a sus compañeros de la revista homónima en el proyecto editorial Kokoro Libros, que promovió la difusión de poetas españoles e hispanoamericanos contemporáneos, además de editar la única antología bilingüe francés-castellano disponible de Danielle Collobert.
En 2018 participó en el Festival Mediterráneo de Literatura de Malta.Sus poemas han aparecido en antologías españolas y de otros países, como Voces nuevas (Torremozas, 2009), Mujeres que aman a mujeres (Vitruvio, 2011), Blanco nuclear (Sial, 2011), Hijas del pájaro de fuego (Fin de Viaje, 2012), Sangrantes (Origami, 2013), (Tras)lúcidas. Poesía escrita por mujeres (Bartleby, 2016), El libro de la Tribu (Dalloway, 2016), Antiáerea. Poesía encontrada en Zaragoza (Pregunta, 2016), -A: mujer, lenguaje y poesía (Stendhal Books, 2017), Ανθολογία Νέων Ισπανών Ποιητών / Antología de poetas jóvenes españoles (Vakxikon Publications, 2018)  o Poesía bajo sospecha. Españolas nacidas entre 1976 y 1993 (Animal Sospechoso, 2020).Con motivo de su colaboración en publicaciones y eventos internacionales, muestras de su obra literaria han sido traducidas a diferentes idiomas, entre ellos inglés, francés, griego, maltés, frisio y esloveno.

## Temática, estilo e influencias
La profesora de la Universidad de París VIII Claire Laguian ha situado a Laia López Manrique entre las «artistas mujeres que poetizan cuerpos de mujeres que desean a otras mujeres, o deseos fuera de cualquier binarismo» en el ámbito de la poesía española del siglo XXI, junto a autoras como María Eloy-García, Begoña Callejón, María Ángeles Cabré o Mireia Calafell.La necesidad de rastrear o incluso recrear esta tradición de escritura femenina lleva a Manrique, en su libro La mujer cíclica (2014), a fusionar en su yo poético las experiencias de creadoras lesbianas o bisexuales como Safo, Djuna Barnes, Alejandra Pizarnik, Marina Tsvetáyeva, Martine Broda o Renée Vivien, «una polifonía de voces de mujer, construidas en base a su propia genealogía y su propio cuerpo, sujeto deseante y de una sexualidad nada complaciente», en palabras de Rebeca del Casal, quien compara la poética de la autora con las fotografías de Francesca Woodman, al jugar con la alteridad y el espejo desdibujando así su propia identidad. Agustín Calvo Galán ha trazado una analogía entre los personajes de este libro y los del filme Persona (1966) de Ingmar Bergman, en el que la rotunda corporeidad de sus dos mujeres protagonistas —cuyos nombres aparecen explícitamente en uno de los poemas— contrasta con la inestabilidad de sus mundos psicológicos.Por su parte Isabel Mercadé ha incidido en la variedad de los núcleos temáticos de La mujer cíclica, indicando que «no es solo un homenaje, es, sobre todo, un poemario iniciático, la historia de una iniciación femenina en todo aquello que como tal le concierne: la infancia, la identidad, el amor, el deseo, el cuerpo, la palabra, la voz, la escritura».
El carácter poliédrico del yo en la poesía de López Manrique, que ha sido advertido desde la identidad borrosa de su primera obra Deriva (2012),introduce en Desbordamientos (2015) una constante flexión metapoética en la que cobra especial importancia la búsqueda de una interlocutora, que ejerce una fuerza desestabilizadora en la escritura a través del anhelo de encuentro o de invocación.En Periférica interior (2021), libro descrito por Rodolfo Häsler como un giro hacia una «radicalidad más pronunciada, ahondando en una mayor introspección» y que incluye textos de rasgos experimentales como un poema escrito a cuatro manos con Sara Torres, esta interlocutora fantasmal encarna diferentes figuras («ella», «tú», «hermana», «madre») a modo de doppelgänger que implica el deseo y la dificultad de crear un espacio para la subjetividad y la otredad por medio del lenguaje.Esta indagación ha sido relacionada por la crítica con las teorías de la pensadora francesa Monique Wittig. 
La búsqueda de Manrique se traduce en distintas estrategias formales que van desde el verso fragmentado (mediante procedimientos como el encabalgamiento, la ausencia o intermitencia de los signos de puntuación, la creación de neologismos y otros modos de logofagia) al poema en prosa plagado de repeticiones y elipsis, así como desde el monólogo interior al diálogo imaginario entre personajes históricos, como puede apreciarse en el poema de La mujer cíclica dedicado a Lucia Joyce y Violet Gibson, ejemplo de su interés hacia figuras que desafiaron las convenciones del patriarcado y pagaron trágicamente su subversión. Esta atracción por los márgenes de la literatura y por mujeres que trataron de construir su identidad sufriendo, en no pocos casos, muertes violentas o abusos psiquiátricos puede considerarse una reformulación en clave feminista de la tradición del dandismo y del malditismo.En obras posteriores como Periférica interior, su estilo se radicaliza con «una constante tensión entre la ruptura y la reparación del orden formal» —en palabras de Claudia González Caparrós—, violentando la sintaxis para arrojar luz sobre lo que normativamente queda fuera de escena en el acto poético.
En una breve poética publicada en 2021, la propia Laia López Manrique reflexionó así sobre su concepción personal de la escritura: 

Escritura y deseo han estado para mí indefectiblemente unidos desde que comencé a emborronar papeles en una edad cercana a la infancia. Ana Becciu lo dijo mejor en un fragmento de Ronda de noche: «quiero acontecer mientras escribo». Ese acontecer, esa fuerza motriz, esa tensión permanente, es el deseo. La escritura es una suerte de prestidigitación o taumaturgia que da respiración a las ausentes, devuelve a las ahogadas a la orilla, y lleva a escena, ante los ojos, todo aquello que la vida práctica vela o desplaza. La poesía, como arte de lo posible, parte de la necesidad de decir lo que no se dice, de darle relieve y flujo en un espacio otro y es, al mismo tiempo, reverencia de la mirada hacia sí misma: condición de la invidente.

Entre las influencias de su obra literaria, López Manrique ha nombrado —además de las autoras anteriormente mencionadas— a poetas como Anne Carson, Henri Michaux, Idea Vilariño, Ingeborg Bachmann, Inger Christensen o Chantal Maillard, así como narradores como Marguerite Duras, Clarice Lispector, Franz Kafka o Agota Kristof, y pensadores como Elias Canetti, Luce Irigaray, Hélène Cixous y Roland Barthes.

## Obras

### Libros de autoría individual
- Deriva, Zaragoza, Prensas Universitarias de Zaragoza, 2012. ISBN 9788415538103.
- La mujer cíclica (1.ª edición), Barcelona, La Garúa Libros, 2014. ISBN 9788494114052.
- Desbordamientos, Madrid, Tigres de Papel, 2015. ISBN 9788494351761.
- Periférica interior, Madrid, Stendhal Books, 2022.  ISBN 9788409336661.
- La mujer cíclica seguida de Speculum (2.ª edición), Barcelona, La Garúa, 2023.  ISBN 9788412537901.

### Plaquettes
- Transfusas (2010-2018), Logroño, Ediciones del 4 de Agosto, 2018.
- Speculum, Valencia, Ejemplar Único, 2019.

### Antologías poéticas y publicaciones colectivas
- Voces nuevas (XXII Selección), Madrid, Ediciones Torremozas, 2009. ISBN: 9788478394326.
- Blanco Nuclear. Antología de poesía gay y lésbica última. Madrid, Sial, 2011. ISBN: 9788415014690.
- Mujeres que aman a mujeres, Madrid, Vitruvio, 2012. ISBN: 9788415233602.
- Hijas del pájaro de fuego, Granada, Fin de Viaje, 2012. ISBN: 9788493868055.
- Sangrantes (edición de Luna Miguel), Jerez, Origami, 2014. ISBN: 9788494078019.
- (Tras)lúcidas. Poesía escrita por mujeres (1980-2016), Madrid, Bartleby Editores, 2016. ISBN: 9788492799978.
- -A: mujer, lenguaje y poesía, Barcelona, Stendhal Books, 2017. ISBN: 9788461790548.
- Voz vértebra. Antología de poesía futura, Barcelona, Kokoro Libros, 2017. ISBN: 9788494620331.
- Poesía in-versa. Nueva expresión de mujeres poetas, Barcelona, In-verso, 2018. ISBN: 9788494736261.
- Puentes poéticos. Escritoras jóvenes de Argentina y España, Buenos Aires, Ediciones del IMFC, 2018. ISBN: 9789508602992.
- Ανθολογία Νέων Ισπανών Ποιητών / Antología de poetas jóvenes españoles, Atenas, Vakxikon Publications, 2018. ISBN: 9786185286903.
- Insumisas. Poesía crítica contemporánea de mujeres, Tenerife, Baile del Sol, 2019. ISBN:  9788417263621.
- Poéticas del caos, Zaragoza, Libros del Innombrable, 2019. ISBN: 9788417231163.
- Poesía bajo sospecha. Españolas nacidas entre 1976 y 1993, Barcelona, Animal Sospechoso, 2020. ISBN: 9788412278606.
- A Chloe le gustaba Olivia, Madrid, Sabina Editorial, 2021. ISBN: 9788412412215

### Coautorías en libros de ensayo-ficción
- Fleur Jaeggy. Temblor de lenguaje, Santander, Shangrila Ediciones, 2014. ISBN: 9788494175350.
- Méliès, Zaragoza, Libros del Innombrable, 2017. ISBN: 9788492759996.

### Textos
- Revista Kokoro.
- Cinco poemas de Periférica interior (2021).
- Cuatro poemas de La mujer cíclica (2014).
- Tres poemas de Deriva (2012).

### Audiovisuales
- Videoentrevista con Nares Montero (2023).
- Recital a tres voces y tres lenguas en el Festival Mediterráneo de Literatura de Malta (2018).
- Audio del libro Desbordamientos (2015) recitado por la autora.

- Datos: Q123095646